# Interspezifische Konkurrenz

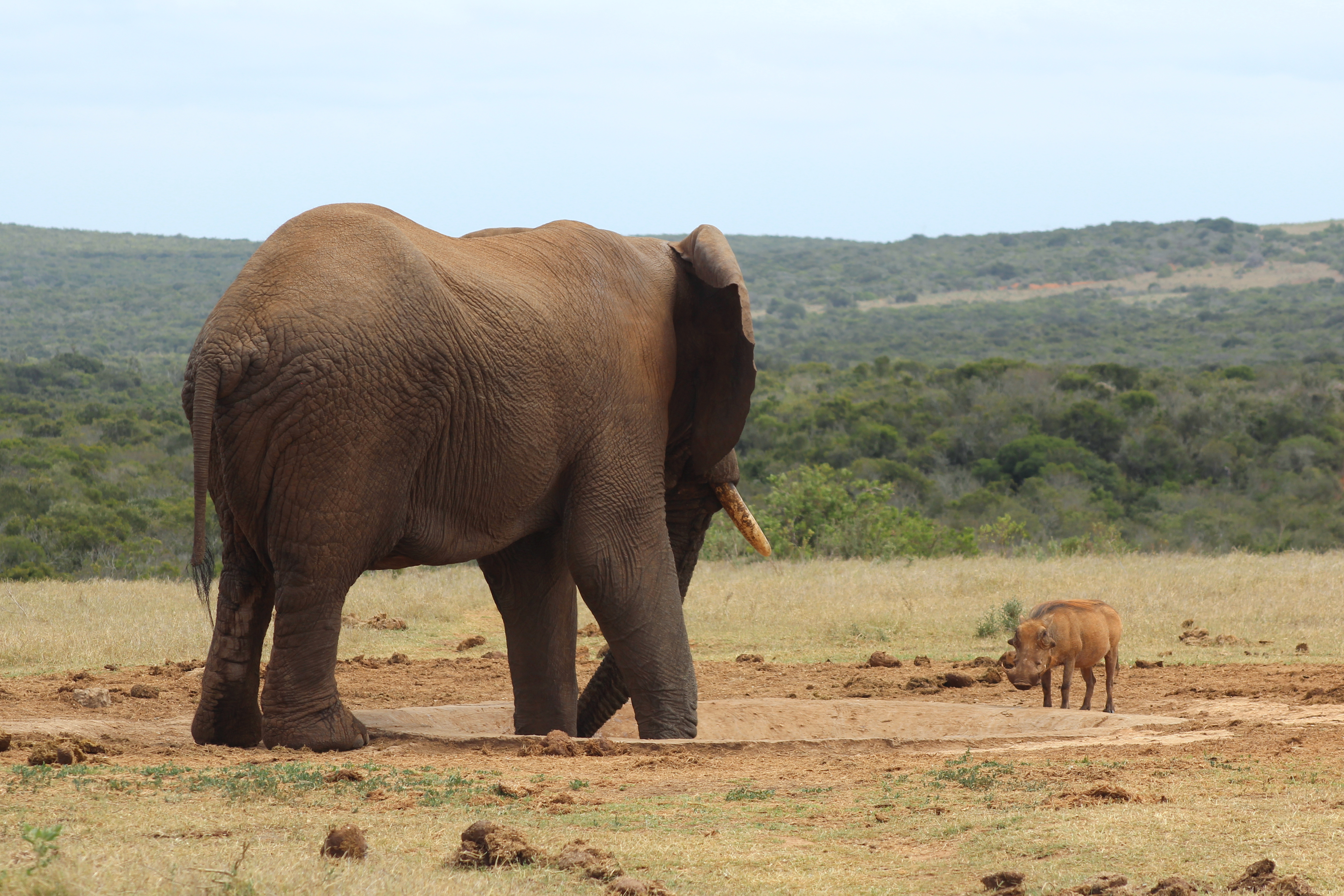
Ein Elefant und ein Warzenschwein stehen sich beim Zugang zu einem Wasserloch gegenüber

Interspezifische Konkurrenz ist der Wettbewerb um Ressourcen (Konkurrenz) zwischen Individuen verschiedener Arten. Die interspezifische Konkurrenz ist einer der wichtigsten Einflussfaktoren der Populationsdynamik. Sie wirkt als Selektionsfaktor und bewirkt damit Evolution. Darwin nutzte für diese Konkurrenz das Schlagwort „Kampf ums Dasein“, dem von Darwinisten und insbesondere vom Sozialdarwinismus jedoch eine völlig andere Bedeutung gegeben wurde.
Konkurrenz ist eine Form der antagonistischen Beziehungen zwischen verschiedenen Individuen. Sie beruht auf der Ausnutzung (auch: Exploitation) von Ressourcen. Dadurch können auch Individuen miteinander in Konkurrenz stehen, die sich nie direkt begegnen, z. B. wenn sie dieselbe Nahrung nutzen. Konkurrenz zwischen Arten ist in der Regel asymmetrisch, d. h. die Auswirkungen auf die eine (konkurrenzunterlegene) Art sind viel stärker als diejenigen auf die andere (konkurrenzüberlegene). Es besteht dann eine Tendenz, dass die unterlegene Art (oder bei symmetrischer Konkurrenz: beide Arten) der Konkurrenz ausweicht, z. B. kann sie Anpassungen erwerben, durch die sie ein anderes Nahrungsspektrum ausnutzen kann als der Konkurrent. Dieser Vorgang wird als Einnischung bezeichnet, sie führt dazu, dass sich die  ökologischen Nischen der konkurrierenden Arten weniger stark überlappen. Bei Konkurrenz um eine wesentliche und nicht substituierbare Ressource kann der überlegene Konkurrent den unterlegenen aus dem gemeinsamen Lebensraum verdrängen, dies wird Konkurrenzausschluss genannt.
Konkurrenz zwischen Individuen derselben Art wird als intraspezifische Konkurrenz bezeichnet.
Zur wissenschaftlichen Beschreibung interspezifischer Konkurrenz verwenden Biologen meist Systeme gewöhnlicher Differentialgleichungen.
Beispielsweise kann eine Konkurrenzbeziehung zweier Arten beschrieben werden in der Form:
{\displaystyle {\frac {\mathrm {d} x}{\mathrm {d} t}}=ax\left(1-{\frac {x}{K1-cY}}\right)}
{\displaystyle {\frac {\mathrm {d} y}{\mathrm {d} t}}=by\left(1-{\frac {y}{K2-dX}}\right)}
Dabei sind die Variablen {\displaystyle X,Y} und die Wachstumskonstanten {\displaystyle a,b} wie üblich besetzt und {\displaystyle c,d} stellen  Interaktionsterme dar.
Eine wichtige Form der interspezifischen Konkurrenz ist die Nahrungskonkurrenz: verschiedene Arten bevorzugen dieselbe Nahrung oder Beute.